# Джорджо де Буондельмонти
Джорджо де Буондельмонти — правитель Янинского деспотата (осколок Эпирского государства) с 6 по 26 февраля 1411 года.
Он был младшим сыном Исава де Буондельмонти и его третьей жены Евдокии Балшич. Когда 6 февраля 1411 года умер его отец, мать попыталась управлять Яниной от имени своего малолетнего сына, хотя не была популярна среди местной знати.
Узнав о том, что она планирует выйти замуж за сербского аристократа, они свергли её вместе c сыном спустя 20 дней после их воцарения (26 февраля 1411 года). Джорджо прожил по крайней мере до 1453 года, и его имя упоминается в различных рагузских документах.